# Basil Liddell Hart
Sir Basil Henry Liddell Hart (31. října 1895 Paříž – 29. ledna 1970 Marlow, Buckinghamshire, Anglie) byl britský voják, vojenský teoretik, učitel a historik. Zabýval se vojenskými dějinami. Před získáním titulu Sira byl známý jako kapitán B. H. Liddell Hart.

## Život a kariéra
Vystudoval školu St. Paul a Corpus Christi College v Cambridgi. Poté vstoupil do armády (King's Own Yorkshire Light Infantry) a bojoval v první světové válce. V roce 1924 byl jako invalida propuštěn a o tři roky později penzionován s hodností kapitána.
Vypracoval několik teorií vojenské taktiky včetně systému bojového výcviku a byl prvním obhájcem letectva a obrněných jednotek. V roce 1937 se stal osobním poradcem ministra války, ale reorganizace armády probíhala tak pomalu, že za rok odstoupil z funkce. V letech 1925–1935 byl korespondentem deníku Daily Telegraph a po vypuknutí druhé světové války pracoval pro The Times.
V mnoha zemích vyučoval na školách pro štábní důstojníky strategii a taktiku a napsal přes třicet knih zabývajících se vojenskou tematikou. Jeho knihy patří ke stěžejním pracím o vojenské historii a jsou ceněny po celém světě.

## Dílo
- Paris or the Future of War (1925)
- Scipio Africanus: Greater Than Napoleon (originally: A Greater than Napoleon: Scipio Africanus; W Blackwood and Sons, London, 1926; Biblio and Tannen, New York, 1976)
- Lawn Tennis Masters Unveiled (Arrowsmith, London, 1926)
- Great Captains Unveiled (W. Blackwood and Sons, London, 1927; Greenhill, London, 1989)
- Reputations 10 Years After (Little, Brown, Boston, 1928)[1]
- Sherman: Soldier, Realist, American (Dodd, Mead and Co, New York, 1929; Frederick A. Praeger, New York, 1960)
- The Decisive Wars of History (1929) (This is the first part of the later: Strategy: The Indirect Approach)
- The Real War 1914–1918 (1930), reprinted as A History of the World War 1914-1918 (1934); later republished as History of the First World War (1970); česky: Dějiny první světové války (Nota 2020) nebo Historie první světové války (Jota, 2001)
- Foch: The Man of Orleans in two volumes (1931), Penguin Books, Harmondsworth, England.
- The Ghost of Napoleon (Yale University, New Haven, 1934)
- T.E. Lawrence in Arabia and After (Jonathan Cape, London, 1934 – online)
- World War I in Outline (1936)
- The Defence of Britain (Faber and Faber, London, Fall 1939 (after the German war against Poland); Greenwood, Westport, 1980). German edition:

Die Verteidigung Gross-Britanniens. Zürich 1939.
- The Current of War, London: Hutchinson, 1941
- The Strategy of Indirect Approach (1941, reprinted in 1942 under the title: The Way to Win Wars)
- The Way to Win Wars (1942)
- Why Don't We Learn From History?, London: George Allen and Unwin, 1944
- The Revolution in Warfare, London: Faber and Faber, 1946
- The Other Side of the Hill: Germany's Generals. Their Rise and Fall, with their own Account of Military Events 1939–1945, London: Cassel, 1948; enlarged and revised edition, Delhi: Army Publishers, 1965; pub. in the United States as  The German Generals Talk: Startling Revelations from Hitler's High Command. 1971. vyd. [s.l.]: William Morrow, 1948. ISBN 9780688060121.; česky Válka z druhého břehu: Vzestup a pád německé armády očima hitlerových generálů (Jota 2004)
- The Letters of Private Wheeler 1809-1828, (editor), London: Michael Joseph, 1951
- "Foreword" to Heinz Guderian's Panzer Leader (New York: Da Capo., 1952)
- Strategy, second revised edition, London: Faber and Faber, 1954, 1967.
- The Rommel Papers, (editor), 1953
- The Tanks – A History of the Royal Tank Regiment and its Predecessors: Volumes I and II (Praeger, New York, 1959)
- "Foreword" to Samuel B. Griffith's Sun Tzu: the Art of War (Oxford University Press, London, 1963)
- The Memoirs of Captain Liddell Hart: Volumes I and II (Cassell, London, 1965)
- History of the Second World War (London, Weidenfeld Nicolson, 1970); česky: Dějiny druhé světové války (Jota, Jota 2019)